# Rajavaara (kulle i Lappland, Tunturi-Lappi)
Rajavaara är en kulle i Finland.   Den ligger i den ekonomiska regionen  Fjäll-Lappland  och landskapet Lappland, i den norra delen av landet, 1 000 km norr om huvudstaden Helsingfors. Toppen på Rajavaara är 463 meter över havet.
Terrängen runt Rajavaara är platt, och sluttar söderut.  Trakten runt Rajavaara är nära nog obefolkad, med mindre än två invånare per kvadratkilometer. Det finns inga samhällen i närheten. Omgivningarna runt Rajavaara är i huvudsak ett öppet busklandskap.